# Anthony Dexter
Pour les articles homonymes, voir Dexter.
Walter Reinhold Alfred Fleischmann, né le 19 janvier 1913 à Talmage (Nebraska) et mort le 27 mars 2001 à Greeley (Colorado), est un acteur américain, connu sous le nom de scène d’Anthony Dexter.

## Biographie
Il débute au théâtre et joue notamment à Broadway (New York) dans trois pièces, sous le nom de scène de Walter Craig, entre 1941 et 1947 ; la première est Ah, Solitude ! (en) d'Eugene O'Neill (1941, avec Harry Carey et Enid Markey) ; la deuxième est Les Trois Sœurs d'Anton Tchekhov (1942-1943, avec Judith Anderson et Katharine Cornell). Toujours à Broadway, notons aussi une expérience unique de producteur et metteur en scène de la pièce One Thing After Another de Sheldon Noble (1937-1938, avec Kathryn Givney).
Au cinéma, après un premier petit rôle non crédité dans La Rue de la mort d'Anthony Mann (1949), il est choisi pour sa ressemblance avec Rudolph Valentino afin de tenir le rôle-titre dans Rudolph Valentino, le grand séducteur de Lewis Allen (1951, avec Eleanor Parker), ayant alors adopté le second nom de scène d'Anthony Dexter.
Le dernier de ses seize films (majoritairement américains) est Millie de George Roy Hill (1967, avec Julie Andrews et James Fox). Mentionnons également Le Trésor du Capitaine Kidd de Lew Landers (1954, avec Eva Gabor) et L'Histoire de l'humanité d'Irwin Allen (1957, avec Ronald Colman et Hedy Lamarr).
À la télévision américaine, il apparaît dans neuf séries entre 1954 et 1967, dont quelques-unes dédiées au western, comme Rawhide (un épisode, 1960), Bat Masterson (un épisode, 1960), ou encore Le Grand Chaparral (sa dernière série, un épisode, 1967).

## Théâtre à Broadway (intégrale)
- 1937-1938 : One Thing After Another de Sheldon Noble (producteur et metteur en scène)
- 1941 : Ah, Solitude ! (en) (Ah, Wilderness!) d'Eugene O'Neill, mise en scène d'Eva Le Gallienne : Wint Selby
- 1942-1943 : Les Trois Sœurs (The Three Sisters) d'Anton Tchekhov, production de Katharine Cornell : le soldat / Fedotik (remplacement)
- 1947 : The Wanhope Building de John Finch : George / « M. 10 »

## Filmographie partielle

### Cinéma
(films américains, sauf mention contraire)
- 1949 : La Rue de la mort (Side Street) d'Anthony Mann : un employé de la radio
- 1951 : Rudolph Valentino, le grand séducteur (Valentino) de Lewis Allen : Rudolph Valentino
- 1952 : Le Proscrit (The Brigand) de Phil Karlson : le capitaine Carlos Delargo / Le roi Lorenzo
- 1953 : Les Flèches de feu (en) (Captain John Smith and Pocahontas) de Lew Landers : Capitaine John Smith
- 1954 : Le Trésor du Capitaine Kidd (Captain Kidd and the Slave Girl) de Lew Landers : Capitaine Kidd
- 1956 : Fire Maidens from Outer Space de Cy Roth (film britannique) : Luther Blair
- 1956 : Rira bien (He Laughed Last) de Blake Edwards : Dominic Rodriguez
- 1957 : Le Retour de Billy the Kid (en) (The Parson and the Outlaw) d'Oliver Drake : Billy the Kid
- 1957 : L'Histoire de l'humanité (The Story of Mankind) de Lewis Allen : Christophe Colomb
- 1961 : La Planète fantôme (The Phantom Planet) de William Marshall : Herron
- 1967 : Millie (Thoroughly Modern Millie) de George Roy Hill : Juarez

### Télévision
(séries)
- 1956 : Climax!, saison 3, épisode 2 Journey into Fear de Jack Smight : José
- 1960 : Rawhide, saison 2, épisode 17 Un jumeau imprévu (Incident at the Tinker's Dam) de Gene Fowler Jr. : Chie
- 1960 : Bat Masterson, saison 2, épisode 35 The Big Gamble de Franklin Adreon : Allesandro Vallin
- 1967 : Le Grand Chaparral (The High Chaparral), saison 1, épisode 10 L'Appel de l'Ouest (Sudden Country) de Richard Sale : Dave Gore